# Les Métamorphoses d'Ovide (sculpture)
Pour les articles homonymes, voir Métamorphose.
Les Métamorphoses d'Ovide ou Les Satyres est une sculpture d'Auguste Rodin, réalisée dans le cadre de La Porte de l'Enfer. Elle s'inspire du récit de Salmacis et Hermaphrodite dans le livre IV, lignes 285-388 des Métamorphoses d'Ovide. Une édition de cette œuvre en bronze se trouve actuellement au Museo Soumaya de Mexico. Une autre édition de cette œuvre en bronze est exposée au Yamasaki Majak Museum of Art à Nagoya au Japon.
Ses modèles étaient deux ballerines de l'Opéra de Paris, qui lui avaient été recommandées au milieu des années 1880 par Edgar Degas. Elles ont également servi de modèles pour son Psyché, Daphné et Cupidon et Les Femmes maudites.